# Mérouville
Mérouville is een gemeente in het Franse departement Eure-et-Loir (regio Centre-Val de Loire) en telt 224 inwoners (2005). De plaats maakt deel uit van het arrondissement Chartres.

## Geografie
De oppervlakte van Mérouville bedraagt 9,6 km², de bevolkingsdichtheid is 23,3 inwoners per km².
De onderstaande kaart toont de ligging van Mérouville met de belangrijkste infrastructuur en aangrenzende gemeenten.

## Demografie
Onderstaande figuur toont het verloop van het inwonertal (bron: INSEE-tellingen).